# Conservatorio di Sant'Onofrio a Porta Capuana

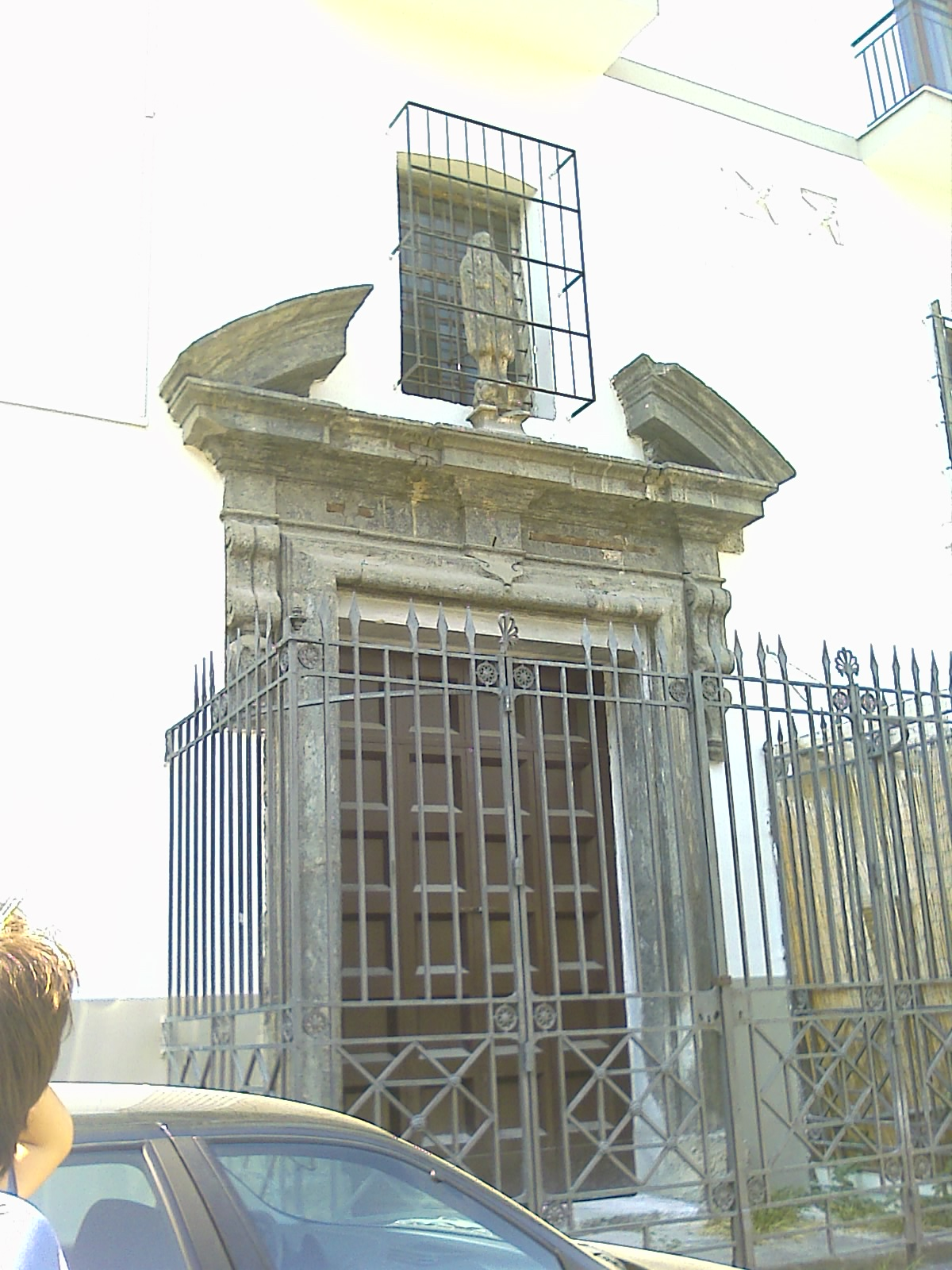
Il portale della chiesa di Sant'Onofrio alla Vicaria

Il Conservatorio di Sant'Onofrio a Porta Capuana era uno dei quattro conservatori napoletani dalla fusione dei quali nacque l'attuale Conservatorio di San Pietro a Majella. Assieme alle altre tre scuole di musica, tale istituto fu tra il XVII e XVIII secolo il fulcro della gloriosa Scuola musicale napoletana.

## Storia
Nacque nel maggio 1578 come istituto caritatevole per l'accoglienza di orfani e di bambini abbandonati, i quali venivano avviati fin da piccoli ai futuri impieghi artigianali. Questa fondazione prese il nome di Congregazione delle Vesti Bianche, dato che vestivano tradizionalmente un abito bianco.
Diventò effettivamente una scuola di musica nel 1653, quando risultano menzionati undici allievi, due maestri di canto e un maestro di cappella. I piccoli scolari, dei quali quasi un quinto erano castrati, indossavano come divisa una sottana bianca e una zimarra e un cappello marrone. Durante il Seicento il compito principale del Conservatorio era quello di ammaestrare putti cantori per le processioni e gli oratori. Tra la seconda metà del stesso secolo e i primi anni del Settecento, attraverso il severo operato dei suoi maestri come Cristoforo Caresana, Angelo Durante (zio del celebre Francesco Durante), Nicola Sabini e Nicola Fago, la scuola si sviluppò notevolmente e, grazie all'elevata qualità dell'insegnamento condotto al suo interno, ben presto lo portò a concorrere con gli altri tre istituti. Nella prima metà del Settecento grandi nomi della musica napoletana insegnavano al Sant'Onofrio, tra i quali Francesco Durante, Nicola Porpora, Francesco Feo e Girolamo Abos; nella seconda metà del secolo, invece, si ricordano Carlo Cotumacci, Joseph Doll, Giacomo Insanguine, Giovanni Furno e Salvatore Rispoli.
Nel 1797 al Sant'Onofrio conflui il Conservatorio di Santa Maria di Loreto e nel 1806 tutti gli istituti di musica napoletani furono inglobati nel Real Collegio di Musica che poi diverrà il Conservatorio di San Pietro a Majella.

## Persone legate al conservatorio
- Alessandro Scarlatti (maestro)
- Nicola Fago (maestro)
- Nicola Porpora (maestro)
- Francesco Feo (maestro)
- Girolamo Abos (maestro)
- Leonardo Leo (maestro)
- Pietro Andrea Ziani (maestro)
- Francesco Durante (allievo e maestro)
- Giacomo Insanguine (allievo e maestro)
- Gaetano Latilla (allievo)
- Matteo Capranica (allievo)
- Domenico Fischietti (allievo)
- Giovanni Furno (allievo)
- Niccolò Piccinni (allievo)
- Niccolò Jommelli (allievo)
- Gennaro Manna (allievo)
- Domenico Sarro (allievo)
- Pietro Auletta (allievo)
- Giovanni Paisiello (allievo)
- Vincenzo Tobia Nicola Bellini (allievo)